# Poletna liga Rudi Hiti 2011
Poletna liga Rudi Hiti 2011 je devetnajsti turnir Poletna liga Rudi Hiti, ki je potekal med 18. in 20. avgustom 2011 v Ledeni dvorani na Bledu v konkurenci klubov EC VSV, Tilia Olimpija, Acroni Jesenice in North America United. Šesto zmago so na turnirju dosegle Acroni Jesenice.

## Tekme

### Prvi krog
| 18. avgust 2011 | EC VSV | 3:2 (KS) | Tilia Olimpija | Ledena dvorana, Bled |

| Poročilo tekme | Poročilo tekme             | Poročilo tekme    | Poročilo tekme     | Poročilo tekme |
| -------------- | -------------------------- | ----------------- | ------------------ | -------------- |
| Začetek: 16:00 | Toff 12 Petrik 45 Pewal KS | (1:1 , 0:1 , 1:0) | 19 Mušič 24 Hughes | Gledalci: 300  |

| 18. avgust 2011 | Acroni Jesenice | 3:1 | North America United | Ledena dvorana, Bled |

| Poročilo tekme | Poročilo tekme               | Poročilo tekme  | Poročilo tekme | Poročilo tekme |
| -------------- | ---------------------------- | --------------- | -------------- | -------------- |
| Začetek: 19:30 | Ankerst 06 Rabbit 54 Pusa 60 | (1:1, 0:0, 2:0) | 04 Hennessey   | Gledalci: 450  |

### Drugi krog
| 19. avgust 2011 | North America United | 1:2 | EC VSV | Ledena dvorana, Bled |

| Poročilo tekme | Poročilo tekme       | Poročilo tekme  | Poročilo tekme | Poročilo tekme |
| -------------- | -------------------- | --------------- | -------------- | -------------- |
| Začetek: 16:00 | Damon 01 Sleghier 08 | (0:2, 1:0, 0:0) | 37 Hunter      |                |

| 19. avgust 2011 | Acroni Jesenice | 3:4 (KS) | Tilia Olimpija | Ledena dvorana, Bled |

| Poročilo tekme | Poročilo tekme              | Poročilo tekme | Poročilo tekme                            | Poročilo tekme |
| -------------- | --------------------------- | -------------- | ----------------------------------------- | -------------- |
| Začetek: 19:30 | Pusa 37 Hvila 44 Sixmith 49 |                | 38 Ropret 52 E. Pance 58 Fraser KS Fraser | Gledalci: 1200 |

### Tretji krog
| 20. avgust 2011 | Tilia Olimpija | 3:4 | North America United | Ledena dvorana, Bled |

| Poročilo tekme | Poročilo tekme                  | Poročilo tekme  | Poročilo tekme                              | Poročilo tekme |
| -------------- | ------------------------------- | --------------- | ------------------------------------------- | -------------- |
| Začetek: 16:00 | Fraser 14 Mustonen 33 Hughes 49 | (1:2, 1:2, 1:0) | 01 Werner 19 McAlesse 23 McTigue 27 Burazin | Gledalci: 100  |

| 20. avgust 2011 | EC VSV | 2:5 | Acroni Jesenice | Ledena dvorana, Bled |

| Poročilo tekme | Poročilo tekme    | Poročilo tekme  | Poročilo tekme                                    | Poročilo tekme |
| -------------- | ----------------- | --------------- | ------------------------------------------------- | -------------- |
| Začetek: 19:30 | Pewal 12 Pewal 18 | (2:2, 0:1, 0:2) | 02 Hvila 05 Manfreda 24 Sixmith 57 Rabbit 58 Pusa | Gledalci: 600  |

## Statistika

### Najboljši strelci
| Poz | Igralec        | Klub            | OT | G | A | TOČ | KM | GIV | GIM |
| --- | -------------- | --------------- | -- | - | - | --- | -- | --- | --- |
| 1   | Wacey Rabbit   | Acroni Jesenice | 3  | 2 | 3 | 5   | 2  | 1   | 0   |
| 2   | Antti Pusa     | Acroni Jesenice | 3  | 3 | 1 | 4   | 2  | 1   | 0   |
| 3   | Jamie Fraser   | Tilia Olimpija  | 3  | 3 | 1 | 4   | 6  | 1   | 0   |
| 4   | James Sixsmith | Acroni Jesenice | 3  | 2 | 2 | 4   | 2  | 1   | 0   |
| 5   | Marco Pewal    | EC VSV          | 2  | 3 | 0 | 3   | 10 | 1   | 0   |

### Najboljši vratarji
| Poz | Igralec                 | Klub            | OT | OMIN   | PG | PGT  | SO | PGIV | PGIM |
| --- | ----------------------- | --------------- | -- | ------ | -- | ---- | -- | ---- | ---- |
| 1   | Gašper Krošelj          | Acroni Jesenice | 1  | 60:00  | 1  | 1.00 | 0  | 0    | 0    |
| 2   | Jean-Philippe Lamoureux | Tilia Olimpija  | 2  | 92:19  | 3  | 1.94 | 0  | 2    | 0    |
| 3   | Michal Fikrt            | Acroni Jesenice | 2  | 120:00 | 6  | 3.00 | 0  | 1    | 0    |
| 4   | Bernhard Starkbaum      | EC VSV          | 2  | 120:00 | 7  | 3.50 | 0  | 4    | 0    |
| 5   | Matija Pintarič         | Tilia Olimpija  | 2  | 87:06  | 7  | 4.82 | 0  | 1    | 1    |

## Končni vrstni red
| Poz | Klub                 | OT | Z | P | ZPP | PPP | TOČ | PG | DG | GR |
| --- | -------------------- | -- | - | - | --- | --- | --- | -- | -- | -- |
| 1   | Acroni Jesenice      | 3  | 2 | 0 | 0   | 1   | 5   | 11 | 7  | +4 |
| 2   | EC VSV               | 3  | 2 | 1 | 0   | 0   | 4   | 7  | 8  | -1 |
| 3   | Tilia Olimpija       | 3  | 0 | 1 | 1   | 1   | 3   | 9  | 10 | -1 |
| 4   | North America United | 3  | 1 | 2 | 0   | 0   | 2   | 6  | 8  | -2 |